# Limenitis metana
Limenitis metana är en fjärilsart som beskrevs av Hans Fruhstorfer 1915. Limenitis metana ingår i släktet Limenitis och familjen praktfjärilar. Inga underarter finns listade i Catalogue of Life.